# Oldfield Thomas
Michael Rogers Oldfield Thomas ( 21 de febrero de 1858-16 de junio de 1929) fue un zoólogo británico.
Thomas trabajó en el Museo de Historia Natural en mamíferos, describiendo por primera vez aproximadamente 2000 nuevas especies y subespecies.
Fue Secretario de la oficina del Museo en 1876, siendo transferido a la Sección Zoológica en 1878. En 1891 Thomas se casó con la heredera de una pequeña fortuna que le dio las finanzas para contratar a coleccionistas de mamíferos y presentar estos especímenes en el museo.
En 1896 cuando William Henry Flower tomó el mando de la Sección contrató a Richard Lydekker para reestructurar las exhibiciones, lo que permitió a Thomas concentrarse en los nuevos especímenes. Se suicidó en 1929, con 71 años, a poco del deceso de su esposa.

## Abreviatura (zoología)
La abreviatura Thomas  se emplea para indicar a Oldfield Thomas como autoridad en la descripción y taxonomía en zoología.